# اوسوالدو فرناندس
اوسوالدو فرناندس (انگلیسی: Osvaldo Fernández؛ زادهٔ ۴ نوامبر ۱۹۶۸) بازیکن بیس‌بال اهل کوبا بود.